# United Musicians
United Musicians ist ein Zusammenschluss von Musikern, der sich zum Ziel gesetzt hat, dass die angeschlossenen Künstler das Copyright an ihrem Werk behalten und künstlerisch völlig unabhängig und frei arbeiten können, ohne von den Vorgaben von Plattenfirmen abhängig zu sein.
Die bei United Musicians zusammengeschlossenen Künstler haben alle ihre eigenen Labels, bekommen aber eine gemeinsame Infrastruktur geboten, die sie nutzen können. So haben die United-Musicians-Künstler eine stärkere organisatorische Basis. 

## Entstehung
Die Musiker Aimee Mann, Michael Penn und ihr Manager Michael Hausman gründeten United Musicians während der unabhängigen Veröffentlichung von Aimee Manns Album Bachelor No. 2.

## Mitglieder
- Julian Coryell
- Pete Droge
- The Honeydogs
- Aimee Mann
- Patton Oswalt
- Michael Penn